# Haplochromis serridens
Haplochromis serridens är en fiskart som beskrevs av Regan 1925. Haplochromis serridens ingår i släktet Haplochromis och familjen Cichlidae. Inga underarter finns listade i Catalogue of Life.